# Kafa late
Kafa late (ili samo late, ital. latte), je vrsta kafenog napitka sa toplim mlekom. Postoji i ledena kafa late (ili samo ledeni late, engl. iced latte). Kafa late je italijanskog porekla gde se naziva caffè e latte (bukvalno prevedeno „kafa i mleko”, tj. kafa sa mlekom).
Late je popularan u mnogim zemljama, mada ne u svojoj izvornoj, italijanskoj, varijanti.